# John Harvey (capitaine)
Pour les articles homonymes, voir John Harvey (homonymie) et Harvey.
Ne doit pas être confondu avec John Harvey (amiral).
John Harvey, né le 9 juillet 1740 à Eastry et mort le 30 juin 1794 à Portsmouth, est un capitaine de la Royal Navy qui a participé à la guerre de Sept Ans, aux guerres de la Révolution française et aux guerres napoléoniennes.
Il meurt à la suite de la bataille du 13 prairial an II où il commande le HMS Brunswick.
Il est le père de l'amiral John Harvey (1772-1837).